# Abadía de San Miguel de Cuixá
La abadía de San Miguel de Cuixá (del francés: abbaye de Saint-Michel de Cuxa); en catalán: abadia de Sant Miquel de Cuixà es una abadía benedictina situada al pie del Canigó en la comuna de Codalet, en los Pirineos Orientales en el sudeste de Francia. Con los abades Garin y Oliva se convirtió en uno de los centros culturales más importantes de la Cataluña feudal.

## Fundación y apogeo de la abadía

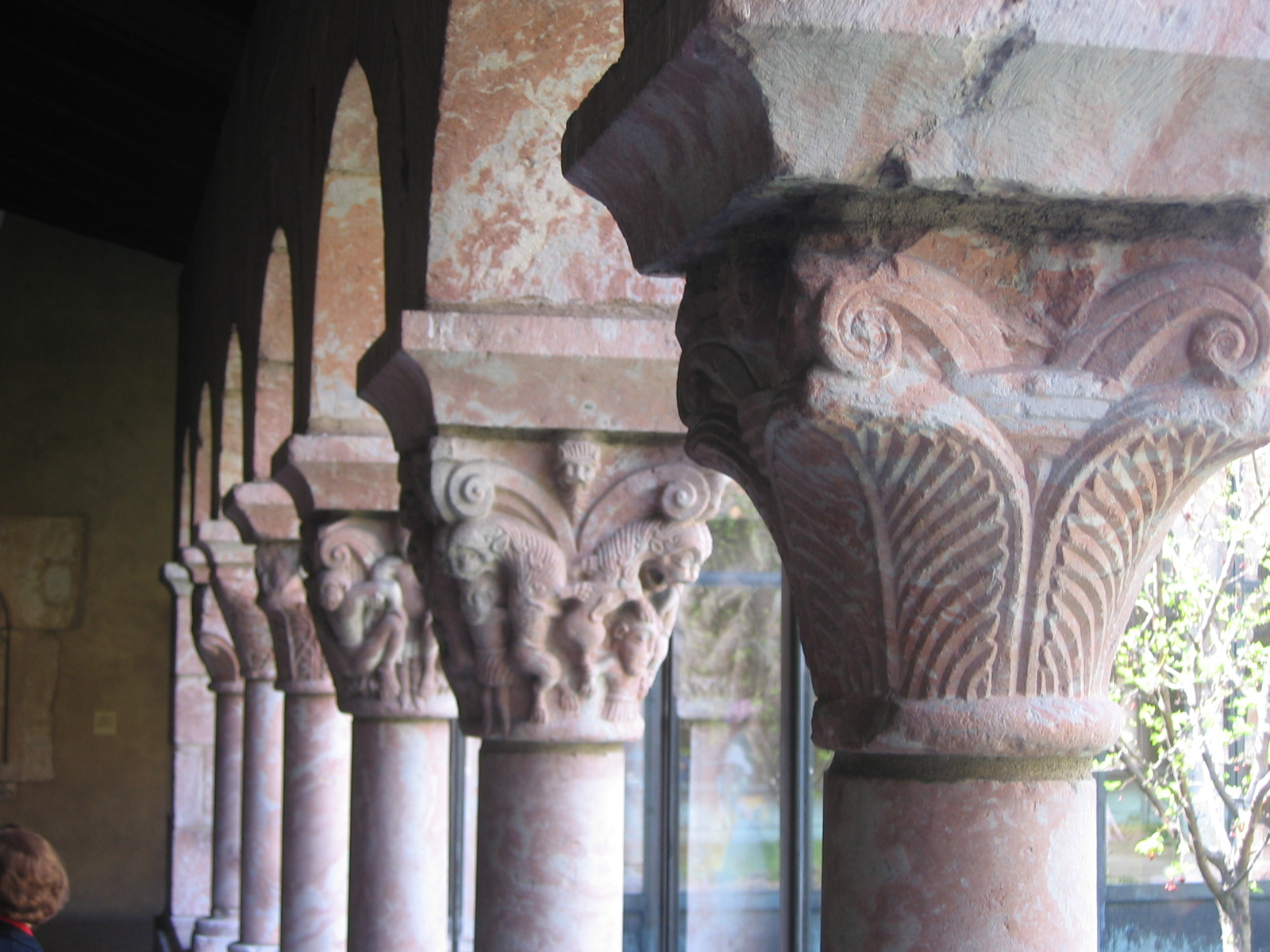
Capiteles del claustro de San Miguel de Cuixá.

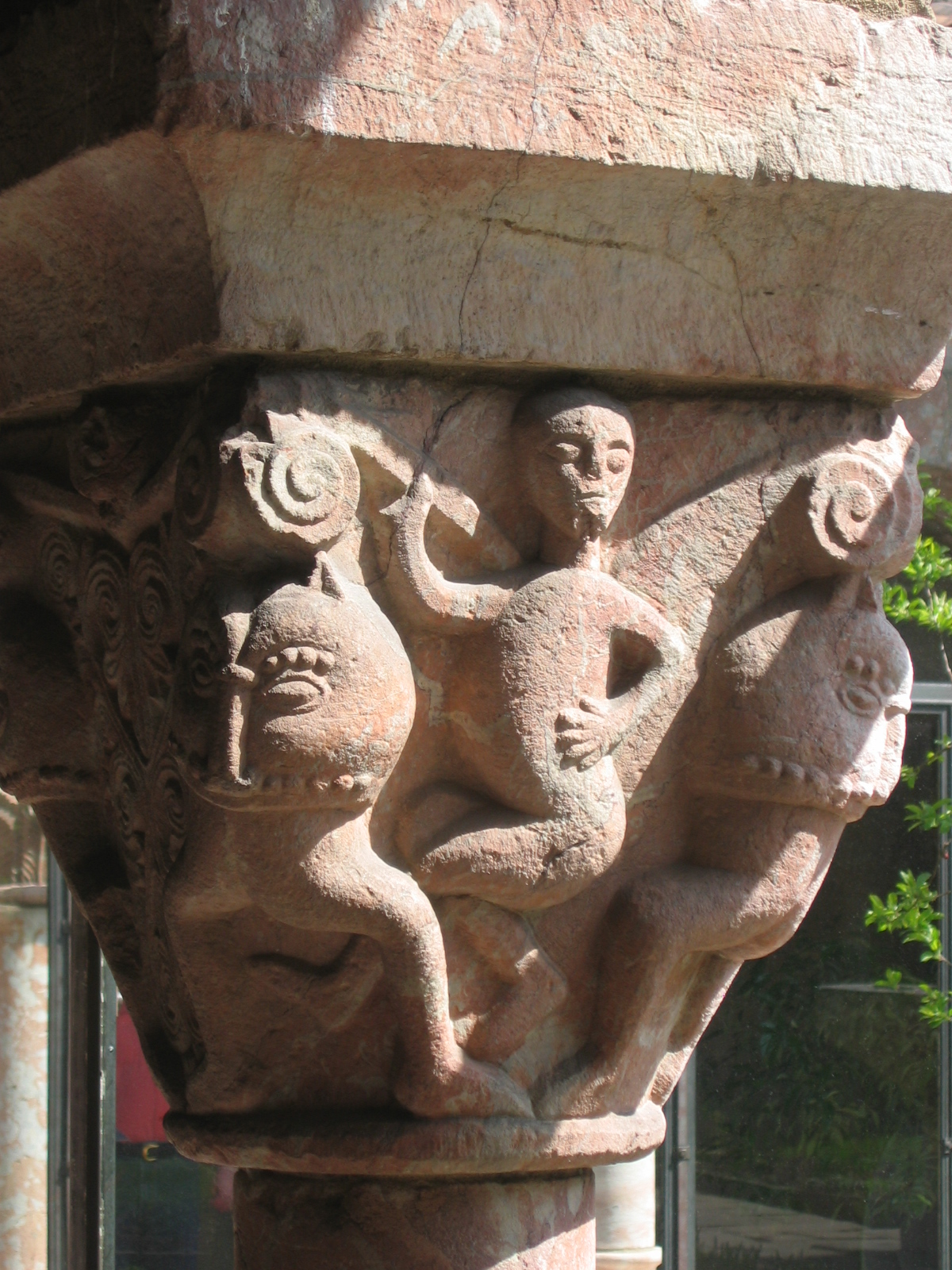
Detalle de otro capitel.

La abadía de Cuixá debe su origen a la abadía de San Andrés de Eixalada, fundada hacia el 840 y situada en lo más alto del valle del Têt.
En el otoño de 878, una fuerte crecida del río destruyó el monasterio (situado cerca del lecho del río) obligando a los monjes a refugiarse en los alrededores. La comunidad fue transferida a Cuixá, a un pequeño cenobio dedicado a San Germán y propiedad del padre Protasi (Protasius). Al crearse el nuevo monasterio Protasio fue nombrado abad del mismo en 879.
En junio del 879, Protasi y Miró el Viejo firmaron el acta de la fundación del nuevo monasterio, ampliando Cuixá su patrimonio con el aportado por el monasterio de la Eixalada.
En su nuevo emplazamiento la abadía continuó beneficiándose de la protección de los condes de Cerdaña-Conflent, que estaba bajo el dominio de la familia de Wifredo el Velloso (Wifredus), Conde de Barcelona en el 870. En los años 940 una nueva iglesia, dedicada a San Miguel, fue construida por iniciativa del conde Seniofred. En el 956 se reconstruye el edificio para hacerlo más suntuoso y su altar mayor es consagrado el 30 de septiembre de 974 por el abadiato Garin (Warinus), monje procedente de Cluny y puesto al frente de cinco abadías meridionales. Esta iglesia es uno de los exponentes más importantes del prerrománico.
Garin, implicado en la gran política de la época, provocó el retiro, a Cuixá, del Duce de Venecia, Pedro Orseolo, que abdicó en 978 y murió en la abadía en olor de santidad en 987.
El 1008, Oliva, el último hijo de Seniofred, es elegido abad de Ripoll y de Cuixá, y en 1017 será nombrado obispo de Vich. Durante su abadiato se transformó totalmente la abadía, se construyeron delante de la iglesia las dos capillas superpuestas: la Trinidad y la cripta del Pesebre, con forma de anillo y un pilar en el centro, ambas se comunicaban con San Miguel mediante un deambulatorio. Se añadieron tres ábsides al santuario, la cripta, el atrio y dos campanarios lombardos. Oliba fue un hombre de gran prestigio. Viajó a Roma y proclamó la Tregua de Dios (Trêve de Dieu) en la diócesis de Elna en 1026. Murió en Cuixá en 1046.
A principios del siglo XII se reconstruye el claustro con 63 columnas de mármol y capiteles esculpidos. Los motivos de los mismos son vegetales, animales y escenas heroicas. Asimismo se construye una tribuna en mármol dentro de la iglesia. Estas obras se deben al abad Gregorio, que fue elegido arzobispo de Tarragona en 1136.
Los períodos siguientes de la Edad Media no son boyantes para Cuixá. No se renuevan los edificios de la abadía. Sin embargo, la riqueza de la abadía es evidente, con un dominio territorial realmente importante y una jurisdicción "quasi episcopal" sobre una quincena de parroquias repartidas entre las diócesis de Elna y de Urgel.

## Cuixá en la época moderna
A partir del siglo XVI los monjes ya no viven monacalmente: los nuevos monjes prefieren ejercer diversos oficios que les rinden beneficios económicos (el enfermero, el celador, el sacristán mayor, etc.) y disponen, cada uno de ellos, de una habitación particular. La iglesia es transformada añadiéndole capillas laterales, en detrimento de las existentes en la nave, que se construyen de ladrillo. La vivienda del sacristán mayor se edifica en la capilla de la Trinidad, que estaba en condiciones ruinosas (a punto de derrumbarse) en el siglo XV, según algunos indicios arqueológicos.

## Después de la Revolución
La vida monástica, aunque en precario, continúa hasta la Revolución francesa. La abadía desaparece y sus edificios son vendidos, instalándose en ellos naves industriales y agrícolas. El campanario Norte se derrumba en el invierno de 1829. A lo largo de este siglo los edificios de alrededor de la iglesia van destruyéndose poco a poco; el claustro es vendido, capitel por capitel, lo mismo que la fuente, a los anticuarios y a los amantes del coleccionismo. En 1908 no quedan más que doce columnas.
En 1913, el escultor americano George Grey Barnard, que ya había comprado algunas esculturas de Cuixá a un anticuario parisino, se desplaza a este lugar y adquiere muchas de las obras que se hallaban diseminadas por el país. Las mismas dan origen a la reconstrucción del claustro en el The Cloisters de Nueva York. Sin embargo, Barnard no pudo comprar la serie que adornaba el edificio de los baños de Prades, por cuya conservación se movilizó el pueblo: «los habían comprado ellos y pertenecían a Francia». Estos capiteles fueron utilizados para la reconstrucción de la mitad del claustro en 1955.
En 1919, Fernando Trulles compró la abadía y realojó en ella a los Cistercienses de Fontfroide, que habían abandonado Francia en la época de las leyes sobre las congregaciones. Los cistercienses se instalaron y fueron reemplazados en 1965 por los benedictinos de Montserrat. En los años 1920 la abadía fue objeto de varias campañas de restauración llevadas a cabo por los servicios de los Monumentos Históricos. En 1936, las obras son dirigidas por el arquitecto catalán Josep Puig i Cadafalch, obligado a huir de España durante la guerra civil. La cripta del Pesebre es descubierta. En 1952, bajo las construcciones de la vivienda del sacristán mayor se descubre y reconstruye la iglesia de la Trinidad. En 1954 Pablo Casals, en esta iglesia que todavía no tiene techumbre, inaugura el festival de música clásica de Prades, que se cubrirá en 1957.